# Corlătești, Olt
Corlătești este un sat în comuna Cezieni din județul Olt, Oltenia, România. Se află în partea de vest a județului,  în Câmpia Romanaților. Este cel mai vechi sat din comună. Legenda spune că satul și-a luat numele de la unul dintre slujitorii voievodului Radu cel Mare. Satul Corlătești zis Sârbi a rezultat în urma emigrării bulgarilor, din cauza asupririi turcești.
Fiind sat aparținător comunei Cezieni, Corlăteștiul este denumit ocazional Cezieni-Sârbi. A fost fondat de bulgari în valului migratoriu dintre anii 1806–1814. În Registrul de evidență al populației din 1838 se înregistrează prezența a 44 de gospodării „sârbești” (bulgarii din Țările Române erau înregistrați drept sârbi în documentele vremii). Bulgarii din Corlătești au participat activ la revoluția din 1848. Gustav Weigand a vizitat satul în 1898 și l-a inclus ulterior în atlasul său ca localitate cu populație bulgară. Nouăzeci și trei de familii (440 de persoane), provenind din regiunea Rahova/Oreahovo, locuiau acolo la începutul secolului al XX-lea. Există și familii, care provin din satul Frăsinetu din apropiere. Un grup de populație s-a mutat de la Corlătești la Traian. Cercetările de teren din 1970 au arătat că aproape toate cele 180 de familii, care locuiau în sat, erau formate din bulgari într-un stadiu avansat de căsătorie mixtă cu români.